# Нижній Аз'ял
Нижній Аз'я́л (рос. Нижний Азъял, марій. Ӱлыл Азъял) — присілок у складі Волзького району Марій Ел, Росія. Входить до складу Пет'яльського сільського поселення.

## Населення
Населення — 314 осіб (2010; 294 у 2002).
Національний склад (станом на 2002 рік):
- марі — 99 %